# سليمة مراد
سليمة مراد (2 فبراير 1905 - 28 يناير 1974)، مغنية عراقية ولدت في محلة طاطران ببغداد تعد سليمة مراد إحدى قمم الغناء العراقي منذ أواسط العقد الثاني من القرن المنصرم، حيث احتلت مكانة مرموقة في عالم الغناء العراقي. وهي أول امرأة تأخذ لقب باشا.
سليمة مراد كغيرها من مطربات بغداد نشأت في بيئة بغدادية وتعرفت على الجوق الموسيقى وعلى الجالغي البغدادي، وعلى مشاهير المطربين والعازفين آنذاك.
وقد تعرفت بالشاعر عبد الكريم العلاف الذي كتب لها أجمل الأغاني منها (خدري الجاي خدري وكلبك صخر جلمود وعلى شواطئ دجلة مر) وغيرها كما كان يلحن لها صالح الكويتي وفي عام 1935 التقت بالفنانة أم كلثوم في مسرح الهلال عندما قدمت إلى بغداد أول مرة وتأثرت بأغنية (كلبك صخر جلمود) وحفظتها عن طريق الفنانة سليمة مراد وسجلتها على إسطوانة نادرة وقد استمع لها الأديب زكي مبارك في إحدى الحفلات وأطلق عليها لقب (ورقاء العراق) وكانت أول فنانة عراقية تحلق بالطائرة ميمنة شطر باريس بلد الفن والجمال. وفي سنة 1936 كانت من أوائل المطربات اللواتي دخلن الإذاعة فقدمت العديد من الحفلات الغنائية وكان لها منتدى أدبي في بيتها فيه كبار الشخصيات من الأدباء والشعراء ورجال السياسة.

## سليمة مراد بين العراق واليهود
كانت سليمة مراد متدينة بالديانة اليهودية إلا أنها لم تغادر العراق أيام حملة تهجير اليهود إلى إسرائيل، عندما عمدت الحكومة الملكية العراقية إلى إسقاط الجنسية العراقية عن كل اليهود لإجبارهم على الرحيل إلى إسرائيل، وبقيت في العراق حيث استمرت في ممارسة الغناء حتى السنوات الأخيرة من عمرها. وقد حذت حذوها الفنانة سلطانة يوسف حيث كانت الأخيرة يهودية الديانة أيضاً، ولم يتم فرض السفر بل وضع كخيار أمام اليهود الحكومة لم تجبر أحد على الهجرة ولم تجبر أحد على إسقاط جنسيته.

## سليمة وناظم الغزالي
في 8 كانون الثاني سنة 1952 التقت المطربة سليمة مراد بالراحل ناظم الغزالي في بيت إحدى العوائل البغدادية وخلال الحفلة التي غنيا فيها كانت عيناهما تتبادلان النظر حتى انتهت الحفلة فذهب إلى بيتها ولكن قصة الحب التي نشأت بينهما مهدت الطريق إلى الزواج سنة 1953 بحضور الفنان محمد القبانجي وطوال مدة الزواج كانا يتعاونان على حفظ المقامات والأغاني حتى ساعات متأخرة من الليل وفي سنة 1958 قدما حفلة جماهيرية كبيرة ثم قدما بعد ذلك حفلات للجالية العراقية في باريس ولندن، 
وقد علقت سليمة مراد على قصة زواجهما «طوال مدة الزواج كنا نتعاون معا بوصفنا فنانين على حفظ بعض المقامات والبستات، وغالبا ما كنا نبقى حتى ساعة متأخرة من الليل نؤدي هذه الأغاني معا ونحفظها سوية. وعن وفاته قالت معقبة» وفي يوم وفاته كنت قد عدت من بيروت في حوالي الثانية عشر وعشرة دقائق ظهرا. توجهت نحو البيت فشاهدت جموعا متحشدة من الناس في الباب. وعندما اقتربت منهم كي استعلمهم لم يخبرون فيما كانت عيونهم تنبئ بوقوع كارثة.
دخلت مجنونة أركض إلا إن – روزة – فاجأتني قبل أن أسالها بحقيقة المأساة، بعدها تهالكت عند مدخل البيت ولم أفق من غيبوبتي إلا بعد أن اكتظ البيت بالزحام". كانت سليمة مراد تكبر ناظم الغزالي بسنوات وكانت تشكل بالنسبة له الصديقة والمعلمة والزوجة.

## أيامها الأخيرة
تحولت في آخر أيامها إلى إدارة الملهى الذي فتحته بالاشتراك مع زوجها المطرب ناظم الغزالي الذي غنى العديد من أغانيها القديمة، لأنها وكما هو معروف قد سبقته في الغناء وعند وفاة ناظم الغزالي بصورة مفاجئة اُتهمت سليمة مراد بأنها هي التي قتلت زوجها المطرب ناظم الغزالي الذي كان يصغرها بسنين عديدة، لكن الدلائل أثبتت عكس ذلك وكانت وفاته بداية انتكاسة لها.

## أبرز أغانيها
- قلبك صخر جلمود
- نبعة الريحان
- خدري الجاي خدري
- على شواطئ دجلة مر